# Kamalanagar, Aland
Kamalanagar là một làng thuộc tehsil Aland, huyện Gulbarga, bang Karnataka, Ấn Độ.